# Indian Oil Corporation
Indian Oil Corporation, Ltd. (IOCL) ist ein indisches Mineralölunternehmen mit Firmensitz in Neu-Delhi.
Das heute von Ranbir Singh Butola geführte Unternehmen entstand 1964 durch die Fusion der Unternehmen Indian Oil Company Ltd. (gegründet 1959) sowie Indian Refineries Ltd. (gegründet 1958) und wird mehrheitlich von der indischen Regierung kontrolliert.

## Zahlen und Fakten
IOCL ist das größte Erdölunternehmen aus Indien und beschäftigte im Jahr 2016 rund 33.000 Mitarbeiter.
IOCL hat Raffinerien in Panipat, Mathura, Barauni, Guwahati, Haldia, Vadodara und Digboi, die im Geschäftsjahr 2007/2008 47,4 Millionen Tonnen Rohöl verarbeiteten. IOCL hält Kontrollanteile an dem indischen Unternehmen CPLC, Ltd., das unter anderem Raffinerien bei Chennai betreibt.
Das Unternehmen wurde 2007 auf Platz 135 der Fortune Global 500 gelistet.
Am 13. August 2015 wird bekannt: Der Staat Indien will einen 10-%-Anteil veräußern und hat 5 Banken, darunter die Deutsche Bank, mit der Abwicklung beauftragt.